# Thần kinh bì cẳng tay trong
Thần kinh bì cẳng tay trong (tiếng Anh: Medial antebrachial cutaneous nerve; tiếng Pháp: Le nerf cutané médial de l'avant-bras) xuất phát từ bó trong của đám rối cánh tay.
Thần kinh chứa các sợi trục từ C8 và T1, nguyên ủy từ phía trong động mạch nách.
Thần kinh cho một nhánh gần nách, xuyên qua lớp mạc và cho cảm giác da bao phủ cơ nhị đầu cánh tay cho đến gần chỗ khuỷu tay.
Thần kinh sau đó chạy xuống phía bên trụ (phía trong của cánh tay) đến động mạch cánh tay. Thần kinh xuyên qua mạc sâu (cùng tĩnh mạch nền) ở giữa cánh tay chia thành nhánh gan bàn tay và nhánh trụ.

## Nhánh gan bàn tay
Nhánh gan bàn tay (nhánh trước) lớn hơn, thường đi trước (thỉnh thoảng đi sau) tĩnh mạch trụ trong. 

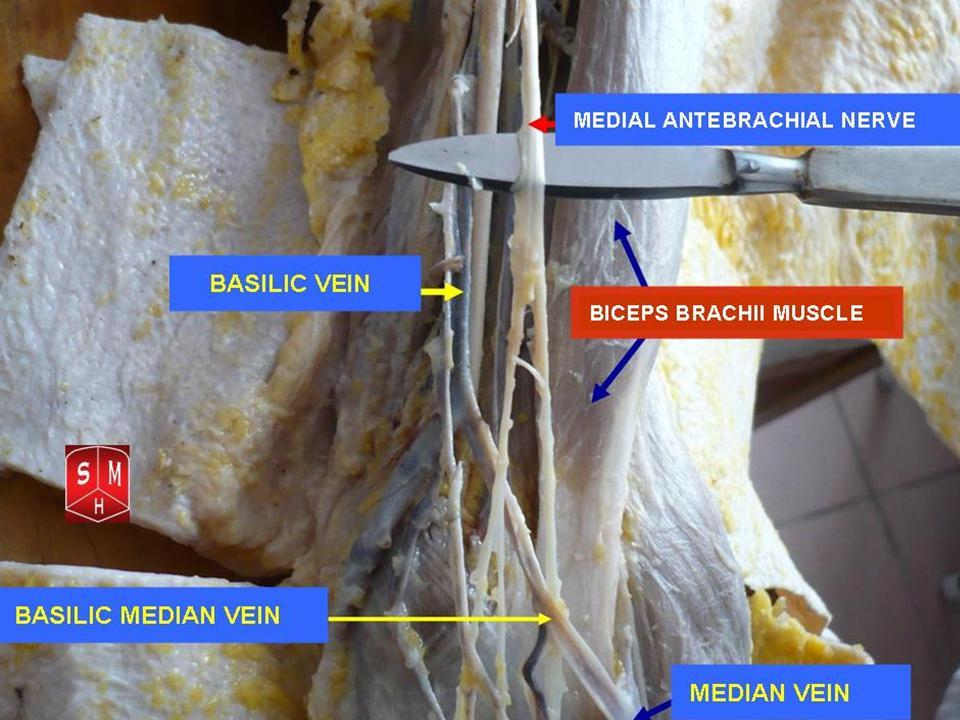
Thần kinh bì cẳng tay trong

## Nhánh trụ
Nhánh trụ (nhánh sau) đi xiên xuống vào phía trong của tĩnh mạch nền, phía trước mỏm trên lồi cầu trong của xương cánh tay, sang phía sau cẳng tay và đi xuống ở phía trước của cổ tay, phân phối sợi cảm giác da.
Nhánh có liên quan đến thần kinh bì cánh tay trong, nhánh  thần kinh bì cẳng tay sau của thần kinh quay và nhánh lưng (nhánh sau) của thần kinh trụ.

## Hình ảnh bổ sung

Đám rối cánh tay
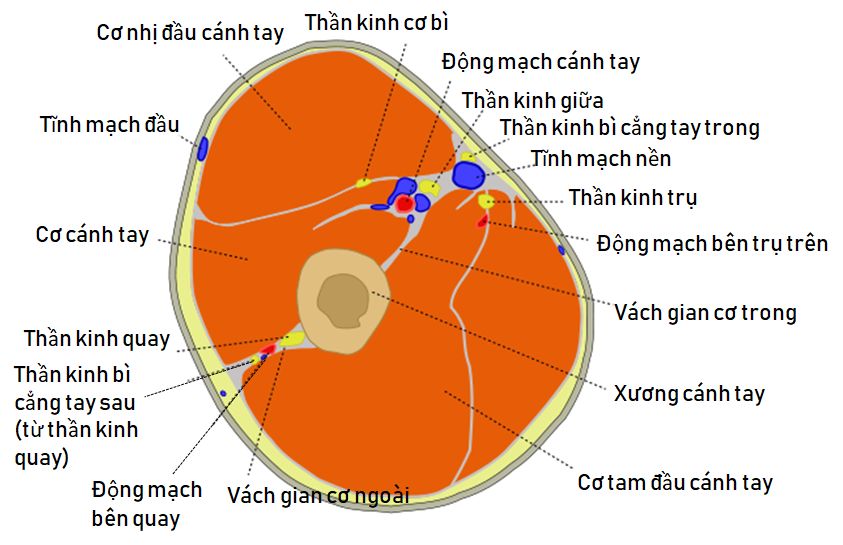
Mặt cắt ngang qua giữa cánh tay.
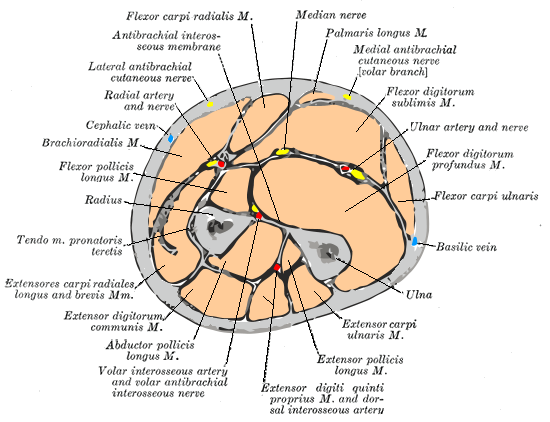
Mặt cắt ngang qua giữa cẳng tay.
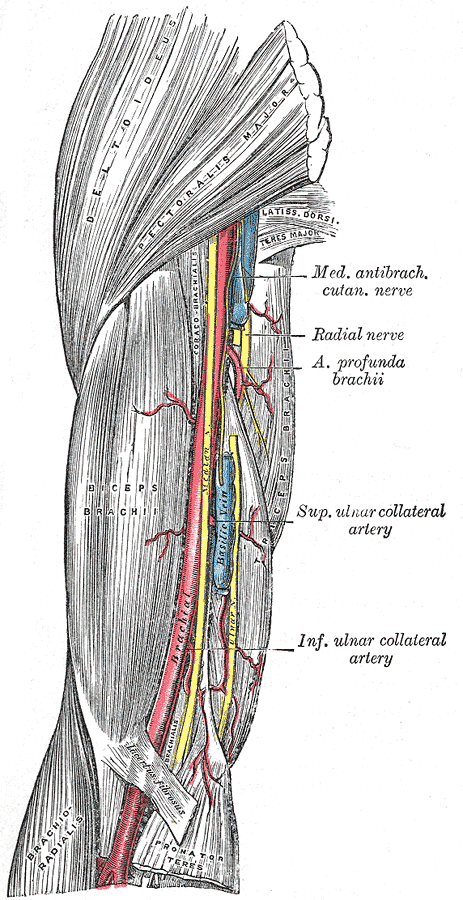
Động mạch cánh tay.
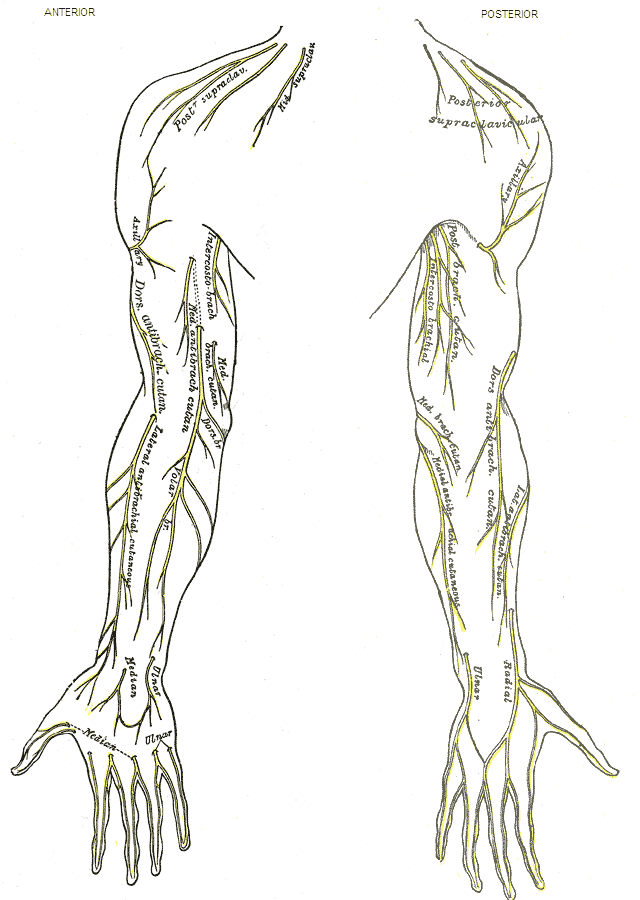
Các thần kinh bì của chi trên phải.
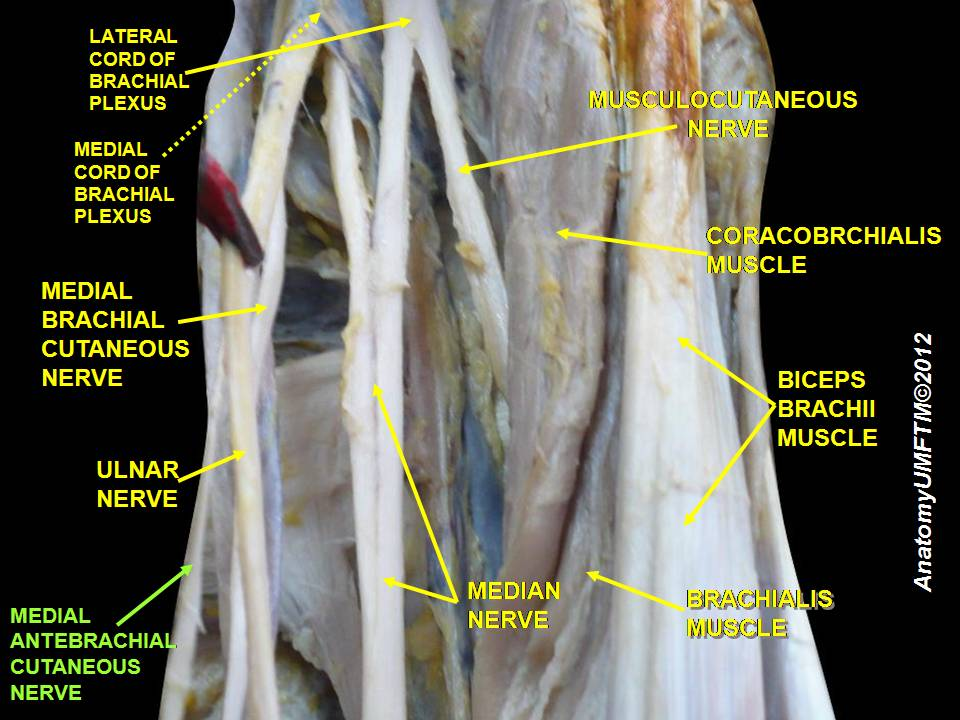
Thần kinh bì cẳng tay trong
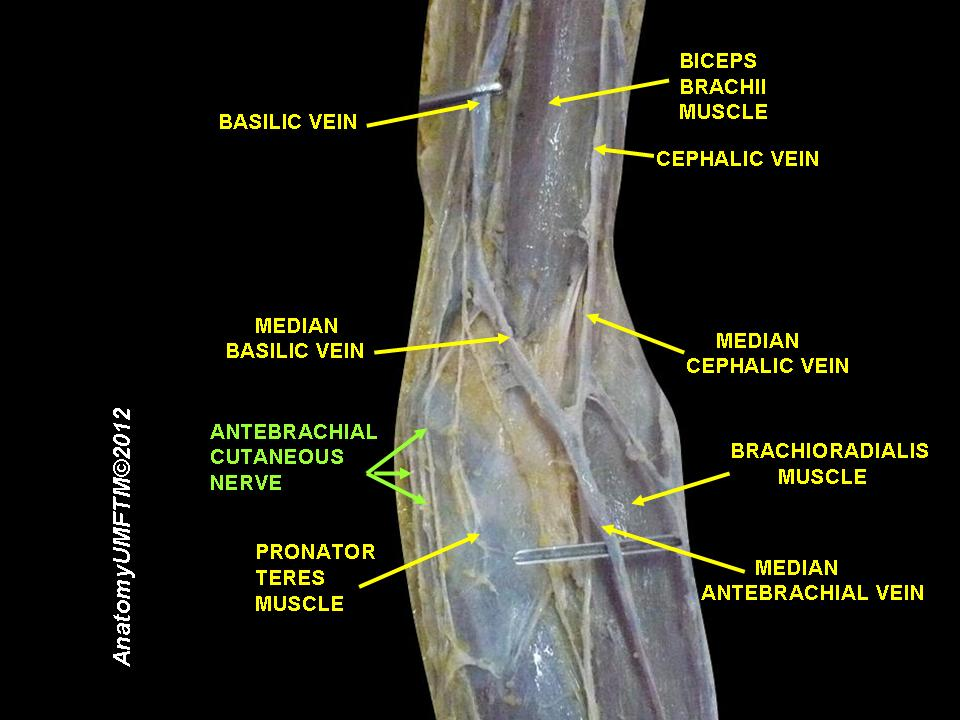
Các thần kinh bì